# 金蕃
金蕃（1512年—？），字世宣，浙江紹興府餘姚縣人，民籍，明朝政治人物。

## 生平
嘉靖十九年（1540年）庚子科浙江鄉試第四十四名舉人。嘉靖二十年（1541年）聯捷辛丑科會試第二百十六名，登第三甲第八十二名進士。授廣東顺德县知县，历官刑部郎中，出为湖广岳州府知府。

## 家族
曾祖金思仁；祖父金𢣐；父金鎮，母黃氏；繼母吳氏。具庆下。兄金葵。弟金芥、金莱、金蒙、金蓁。